# Wärmenetz
Ein Wärmenetz ist eine Konstruktion zur leitungsgebundenen Versorgung mit thermischer Energie, in der ein Wärmeträgermedium die Wärme von einer Wärmequelle zu einer Wärmesenke transportiert. Dabei kann das Medium thermische Energie – wie bei Heißwassernetzen – und/oder Kondensationsenthalpie beim Phasenübergang – wie bei Dampfnetzen – abgeben und wieder aufnehmen.
Ein Kältenetz ist eine Sonderform des Wärmenetzes mit umgekehrter Energieflussrichtung: von vielen Punkten fließt Wärme zu einer zentralen Stelle, an der eine Kältemaschine installiert ist. In der Regel wird mit Wasser, das kälter ist als die Umgebungstemperatur, für Klimatisierungs- und Kühlzwecke Wärme dezentral entzogen.
Kalte Nahwärme arbeitet mit niedrigen Übertragungstermperaturen nahe der Umgebungstemperatur meist im Bereich von etwa 10–25 °C, weshalb Leitungen nicht isoliert werden müssen. Sie kann über Wärmepumpen sowohl Wärme als auch Kälte bereitstellen, die auf das gewünschte Temperaturniveau gebracht werden kann. So können verschiedene Verbraucher unabhängig voneinander gleichzeitig heizen und kühlen. Bei herkömmlichen Wärmenetzen erfolgt die Wärmeübergabe dagegen direkt über einen Wärmetauscher.

## Begriffliches
Wärmenetze können sich über mehrere Kilometer ausdehnen oder nur einige benachbarte Grundstücke umfassen. Auch innerhalb von Gebäuden dienen Wärmenetze zur Verteilung der Wärme von der Heizungsanlage zu beheizten Räumen. Wärmenetze werden charakterisiert durch die maximal zulässige Temperatur und den maximalen Druck. Die Leistungsfähigkeit von Wärmenetzen bestimmt sich nicht nur durch den Massenstrom des Trägermediums, sondern auch über die Temperaturspreizung zwischen Vorlauf und Rücklauf.
Technisch unterscheiden sich die Wärmeleitungen nach ihrem Verlegeaufwand und Aufbau:
1. In der Frühzeit der Fernwärme wurden oft Haubenkanäle installiert, in denen Stahlrohre vor Ort mit einer Isolierung umwickelt wurden.
2. Kunststoffmantelrohre sind vorgefertigte Stahlrohre mit einer Isolation aus PUR-Schaum und einer Außenhaut aus Kunststoff, die direkt ins Erdreich verlegt werden können.
3. Kunststoffrohre zeichnen sich durch geringere Kosten aus, sind allerdings aufgrund der Alterungsprozesse (vgl. Weichmacher) auf vergleichsweise niedrige Vorlauftemperaturen angewiesen.

Die Verlegung von Wärmeleitungen wird weniger von den Anschaffungsausgaben für die Rohre, sondern hauptsächlich von den Kosten für die Tiefbauarbeiten geprägt, die insbesondere im innerstädtischen Bereich sehr aufwendig werden können.

## Nah- und Fernwärmenetze
Die Abgrenzung zwischen Fern- und Nahwärmenetzen erfolgt fließend. In Fernwärmenetzen gibt es Transporttrassen mit zum Teil erhöhten Druck- und Temperaturwerten und einer hydraulischen Trennung zu nachgelagerten Verteilnetzebenen. Nahwärmenetze können hingegen auf niedrige Temperaturen ausgelegt werden, da man es mit einer überschaubaren Anzahl von Wärmeabnehmern zu tun hat, deren Vorlauf auf niedrige Temperaturen und hohe Auskühlung optimiert werden kann. Die spezifischen Kosten und auch die Wärmeverluste (rund 11–14 %) unterscheiden sich in Nah- und Fernwärmenetzen wenig, da in der Verteilung zum Endkunden, d. h. in den „Kapillaren“, und nicht auf den „Hauptschlagadern“ der Transporttrassen die wesentlichen Investitionen notwendig werden und die überwiegenden Netzverluste auftreten.